# Emilie von Reichenbach-Lessonitz

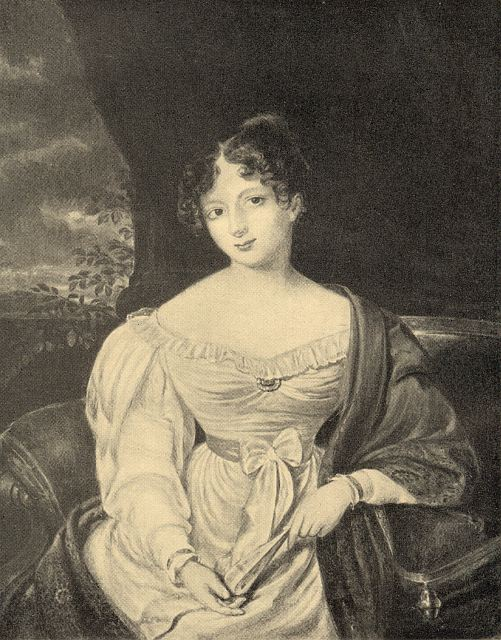
L. Grünbaum: Emilie Ortlepp, Gräfin von Reichenbach-Lessonitz

Emilie von Reichenbach-Lessonitz, geb. Ortlepp, auch Ortlöpp (* 13. Mai 1791 in Berlin; † 12. Februar 1843 in Frankfurt am Main), war die Mätresse und spätere zweite Ehefrau des Kurfürsten Wilhelm II. von Hessen-Kassel.

## Leben
Emilie war die zweite Tochter des Berliner Goldschmieds Johann Christian Ortlöpp und dessen Frau Agnes Louise Sophie, geborene Weißenberg, und seit 1812 Geliebte des Kurprinzen und späteren Kurfürsten Wilhelm II. von Hessen, der sie bei einem Aufenthalt in Berlin kennengelernt hatte. Er brachte sie 1813 nach Kassel, was zur faktischen Beendigung seiner Ehe mit der Kurprinzessin Auguste führte, der aber aus politischen Gründen die Scheidung verweigert wurde. 1815 kam es bei dem kurprinzlichen Paar zur Trennung von Tisch und Bett.
Emilie wurde bei Hofe zugelassen und wohnte im Palais Gohr, dem späteren Palais Reichenbach in der Oberen Königsstraße. Sie wurde von Wilhelm II. nach seinem Regentschaftsantritt 1821 zur Gräfin Reichenbach (nach der Burg Reichenbach bei Hessisch Lichtenau) erhoben und erhielt 1824 den österreichischen Titel einer Gräfin von Lessonitz, nachdem der Kurfürst für sie und ihre Kinder die mährischen Güter Lessonitz, Bisenz und Unter Moschtienitz vom Grafen Trauttmansdorff erworben hatte. Zugleich erhielten sie und ihre Kinder die österreichische Staatsbürgerschaft.
Die Verbindung löste einen Skandal aus, und es kam sogar zu Morddrohungen gegenüber dem Kurfürsten („Drohbriefaffäre“). Die Gräfin war denkbar unbeliebt; auch soll sie einen schlechten Einfluss auf die Politik des Kurfürsten gehabt haben. Es ist allerdings auch möglich, dass ihr ein Teil seiner politischen Fehler zugeschrieben wurde. Der Hass der Bevölkerung drückte sich auch in Spott aus. So hieß es:

„Oh Cholera, verschone mich,

nimm doch den Fürsten Metternich,

doch willst du was von deinem Schlag,

so etwas extra Feines,

so nimm die Gräfin Reichenbach

und den Finanzrat Deines.“

Die Verbindung war einer der Gründe, warum der Kurfürst nach den Unruhen vom September 1830, während deren er sich in Karlsbad aufhielt, zunächst nicht in seine Hauptstadt Kassel zurückkehrte. Ein Treffen in Arolsen Anfang Januar führte zu erneuten Unruhen in Kassel. Der Kurfürst übersiedelte Mitte März 1831 zunächst nach Schloss Wilhelmsbad bei Hanau, später nach Frankfurt am Main, wo er schließlich ein Palais in der Neuen Mainzer Straße und etwas später ein Gartenhaus im Bereich des heutigen Gallus-Viertels erwarb.

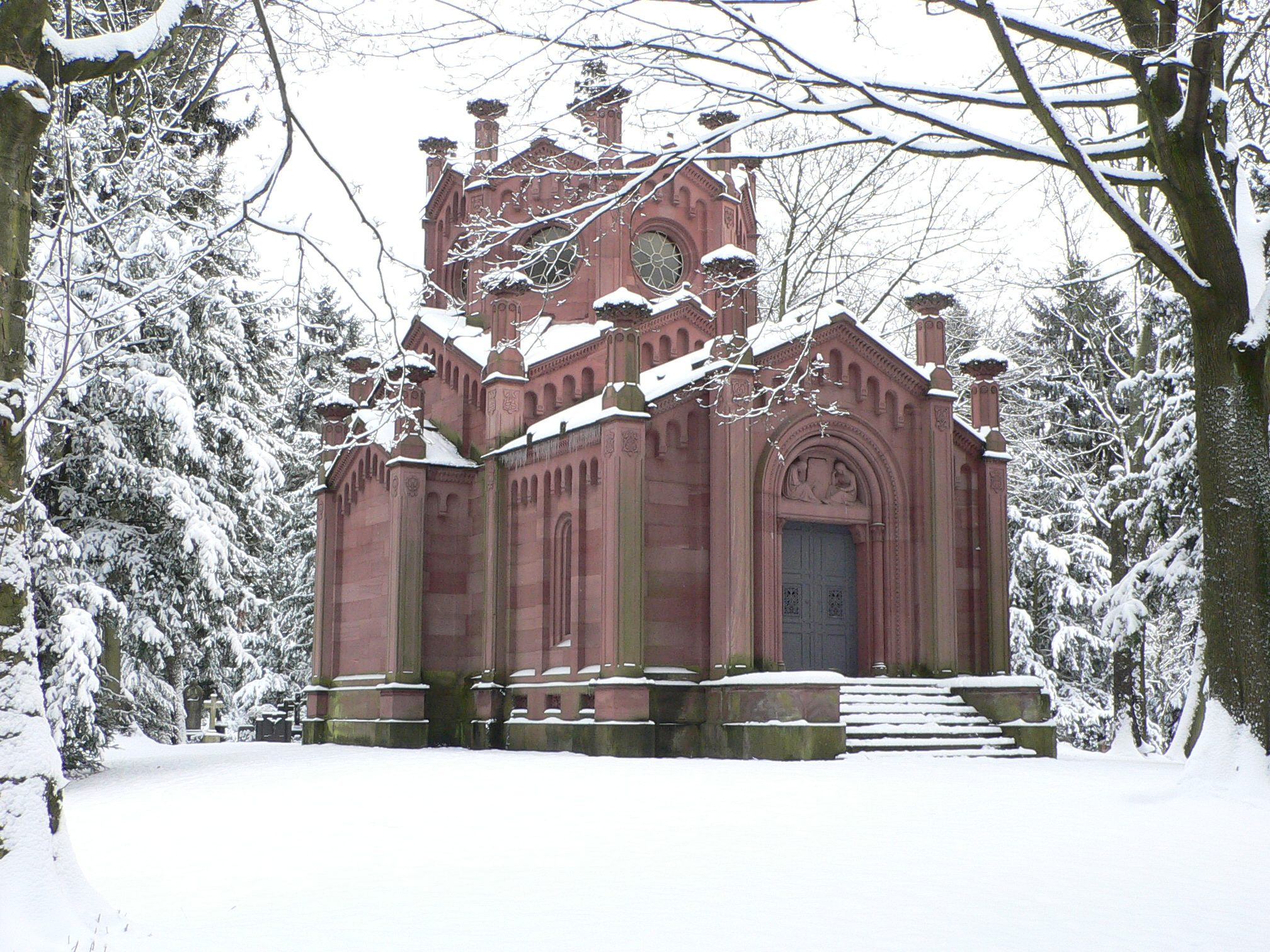
Mausoleum Reichenbach-Lessonitz auf dem Frankfurter Hauptfriedhof von Friedrich Hessemer

Nachdem die Kurfürstin Auguste am 19. Februar 1841 gestorben war, heiratete Wilhelm am 8. Juli 1841 in morganatischer Ehe auf Schloss Bisenz in Mähren seine langjährige Geliebte. Trauzeuge war u. a. der österreichische Staatskanzler Fürst Metternich.
Emilie starb am 12. Februar 1843 in Frankfurt am Main an einer Leberentzündung und wurde auf dem Hauptfriedhof beigesetzt. Der Kurfürst beauftragte den Architekten Friedrich Hessemer, ein Mausoleum im byzantinischen Stil zu bauen. Das Kruzifix im Innern schuf der Bildhauer Johann Nepomuk Zwerger. Die Marmorsarkophage fertigte 1863 der Bildhauer Eduard Schmidt von der Launitz im Auftrag der Kinder der Gräfin an. Kurfürst Friedrich Wilhelm versuchte gegen die Aufstellung des Bildwerks seines Vaters, der in der Marienkirche in Hanau bestattet ist, mit allen diplomatischen Mitteln vorzugehen, erreichte aber bei der Freien Stadt Frankfurt in der Sache nichts. In der Gruft mit dem Schlussstein aus dem Jahr 1847 stehen heute sechs Särge.
Der Kurfürst heiratete nach dem Tod der Gräfin ein drittes Mal, Karoline von Berlepsch (* 1820; † 1877). Er starb am 20. November 1847 und wurde in der Fürstengruft der Hanauer Marienkirche beigesetzt.

## Nachkommen
Emilie und Kurfürst Wilhelm II. hatten acht Kinder:
- Louise (* 26. Februar 1813 in Berlin; † 3. Oktober 1883 in Baden-Baden) ⚭ 15. Mai 1845 Geheimrat Reichsgraf Carl August von Bose (* 7. November 1814 in Garmisch; † 25. Dezember 1887 in Baden-Baden). Louise von Bose war eine bedeutende Mäzenin.
- Julius Wilhelm (* 4. Oktober 1815 in Kassel; † 15. Januar 1822 ebenda)
- Amalie Wilhelmine Emilie  (* 31. Dezember 1816 in Kassel; † 28. Juli 1858 in Dresden).

1. ⚭ 1836 Graf Wilhelm von Luckner (geschieden 1839)
2. ⚭ 1840 Karl von Watzdorff (* 9. März 1807 in Dresden; † 5. Dezember 1846 ebenda)
3. ⚭ 1847 erneut Graf Wilhelm von Luckner (* 29. Januar 1805; † 19. Februar 1865)[3].

- Karl (* 24. August 1818 in Kassel; † 26. September 1881 in Prag) ⚭ 20. Dezember 1861 Clementine Richter (* 28. August 1842 in Prag; † 13. Juli 1902 in Ischl)
- Emilie (* 8. Juni 1820 in Kassel; † 30. Januar 1891 in Budapest) ⚭ 10. März 1839 Graf Felix Zichy-Ferraris von Zich und Vásonkeö (* 20. November 1810; † 8. September 1885 in Szilvás, Ungarn)
- Friederike (* 16. Dezember 1821 in Kassel; † 23. Februar 1898 in Weilburg) ⚭ 3. November 1841 Freiherr Wilhelm von Dungern (* 20. Juni 1809 in Weilburg; † 3. Juli 1874 in Wildbad)
- Wilhelm (* 29. Juni 1824 in Kassel; † 19. Januar 1866 in Neuchâtel) ⚭ 19. März 1857 Amélie Göler von Ravensburg (* 27. April 1838 in Karlsruhe; † 14. März 1912 in Frankfurt am Main)
- Helene (* 8. August 1825 auf Schloss Wilhelmshöhe; † 14. Mai 1898 in München) ⚭ 4. Januar 1844 Freiherr Oswald von Fabrice (* 8. Januar 1820 in Bonn; † 3. Juni 1898 in München)

## Weblinks

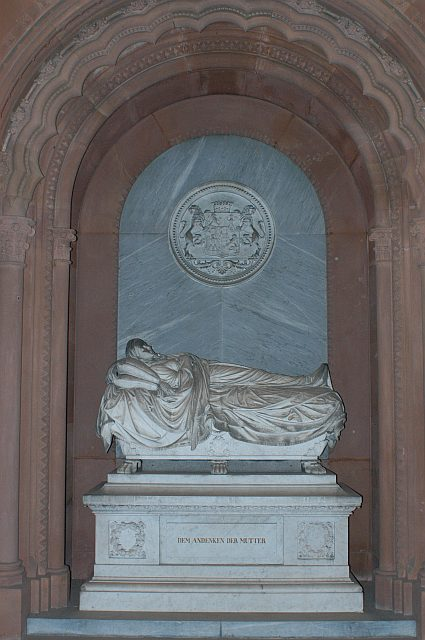
Sarkophag auf dem Frankfurter Hauptfriedhof